# Ylitornio
Ylitornio est une municipalité du nord-ouest de la Finlande, en Laponie.

## Histoire
Jusqu'en 1809, elle formait une seule municipalité avec la commune suédoise d'Övertorneå. Elle a été rattachée au grand-duché de Finlande car le traité de Fredrikshamn a imposé arbitrairement la rivière Torne comme frontière entre la Suède et la Russie. Aujourd'hui, les deux villes sont reliées par un pont et collaborent activement, ce qui est d'autant plus facile que la plupart des habitants des deux rives parlent à la fois le finnois, le suédois et le dialecte meänkieli.

## Géographie
La commune est bordée par les municipalités finlandaises de Pello au nord, Rovaniemi à l'est et Tornio au sud. Elle est voisin de la commune suédoise d'Övertorneå.
Le relief commence à être plus prononcé que dans le sud et le long de la côte. La colline d'Aavasaksa, dominant la rivière de ses 242 mètres, est depuis l'expédition Maupertuis en 1736-1737 un site bien connu des voyageurs se rendant plus au nord. Elle est classée paysage national par le ministère de l'environnement en compagnie de 26 autres sites remarquables. Le sommet de la colline, quelques dizaines de kilomètres au sud du cercle polaire arctique, est le point le plus méridional de Finlande permettant d'observer en juin le soleil de minuit.
Yliotornio a une superficie de 2 212,47 km2, dont 184,43 km2 d'eau.

## Démographie
Depuis 1980, l'évolution démographique d'Ylitornio est la suivante, :
| Année      | 1980  | 1985  | 1990  | 1995  | 2000  | 2005  |
| ---------- | ----- | ----- | ----- | ----- | ----- | ----- |
| population | 6 792 | 6 648 | 6 258 | 6 029 | 5 535 | 5 184 |

| Année      | 2010  | 2015  | 2020  |
| ---------- | ----- | ----- | ----- |
| population | 4 731 | 4 323 | 3 915 |

## Politique et administration

### Conseil municipal
Les sièges des 21 conseillers municipaux sont répartis comme suit:
| Parti     | Parti                              | Sièges 2021–2025 |
| --------- | ---------------------------------- | ---------------- |
|           | Parti social-démocrate de Finlande | 1                |
|           | Vrais Finlandais                   | 0                |
|           | Parti de la Coalition nationale    | 10               |
|           | Parti du centre                    | 4                |
|           | Chrétiens-démocrates               | 0                |
|           | Ylitornion parhaaksi-yhteislista   | 6                |
| Sources : |                                    |                  |

### Subdivisions administratives
Ylitornio a une seule agglomération :Ylitornion kirkonkylä.
Ylitornio comprend les villages suivants: Aavasaksa, Ainiovaara, Aittamaa, Alkkula (kirkonkylä), Alposjärvi, Armassaari (Paloistenkylä), Etelä-Portimojärvi, Haarasaajo, Hyllykylä, Jolanki, Kainuunkylä (Helsinginkylä), Kaitajärvi, Kantomaanpää, Kapusta, Kaulinranta, Kivijärvi, Kivilompolo, Koivistonpää, Kopanmäki, Kuivakangas, Kuuroskoski, Lohijärvi, Meltosjärvi, Mellakoski, Mellajärvi, Nuotioranta, Närkki, Pessalompolo, Pekanpää, Portimojärvi, Raanujärvi, Ratasvuoma, Sompanen, Suutarinmäki, Taloniemi, Taroniemi, Tengeliö, Tolppi, Törmäsjärvi, Vietonen, Välikylä, Väystäjä.

## Transports
Ylitornio est traversé par la route nationale 21, par les routes principales
83 et 98 ainsi que par les routes régionales
929, 932 et 930.
Ylitornio est sur la route des aurores boréales.
Tous les trains de voyageurs de VR-Yhtymä Oy à destination et en provenance de Kolari s'arrêtent en gare d'Ylitornio.

## Personnalités
- Mauri Gardin, homme politique
- Sami Jauhojärvi, skieur
- Rosa Liksom, auteur

## Galerie

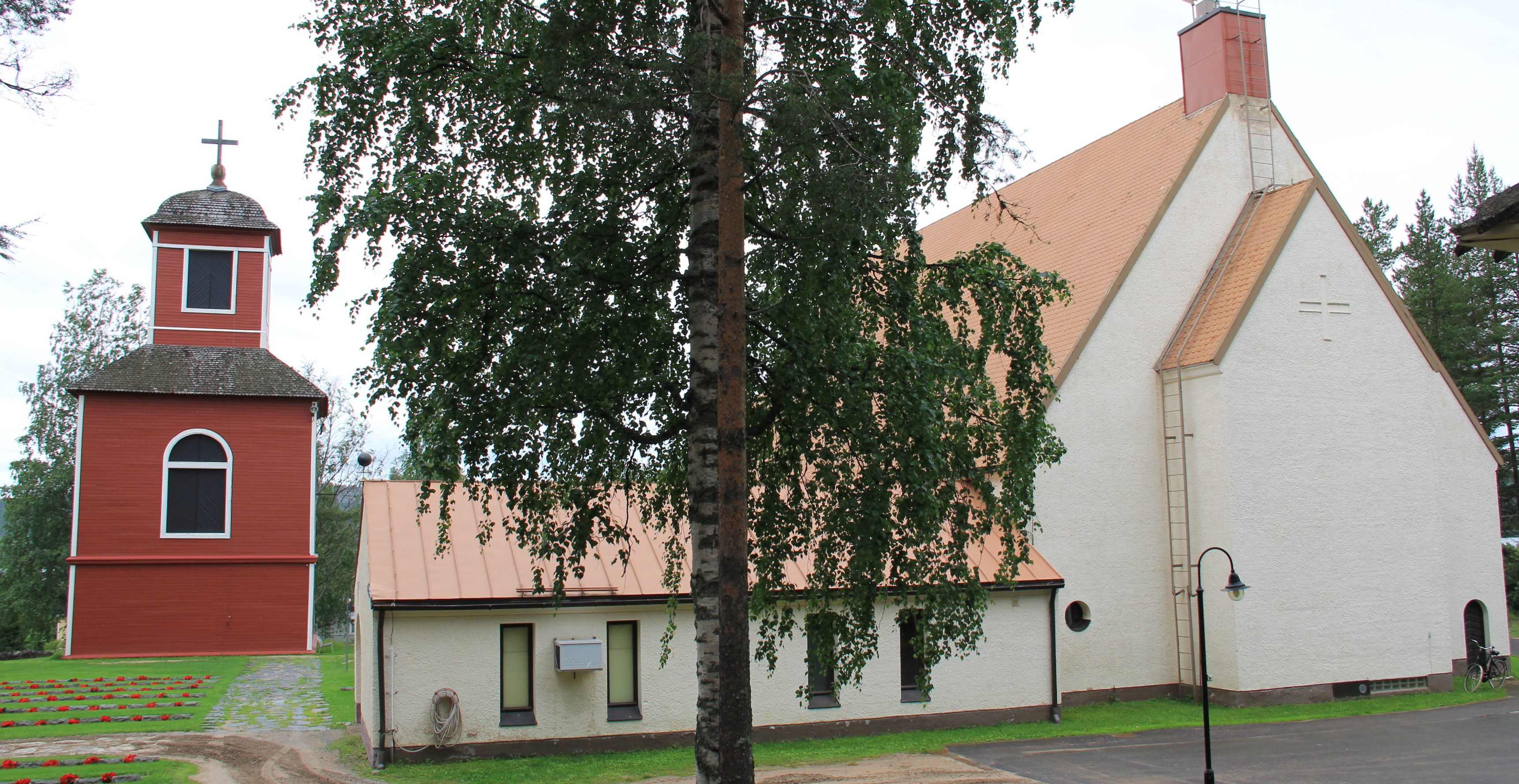
Église d'Ylitornio
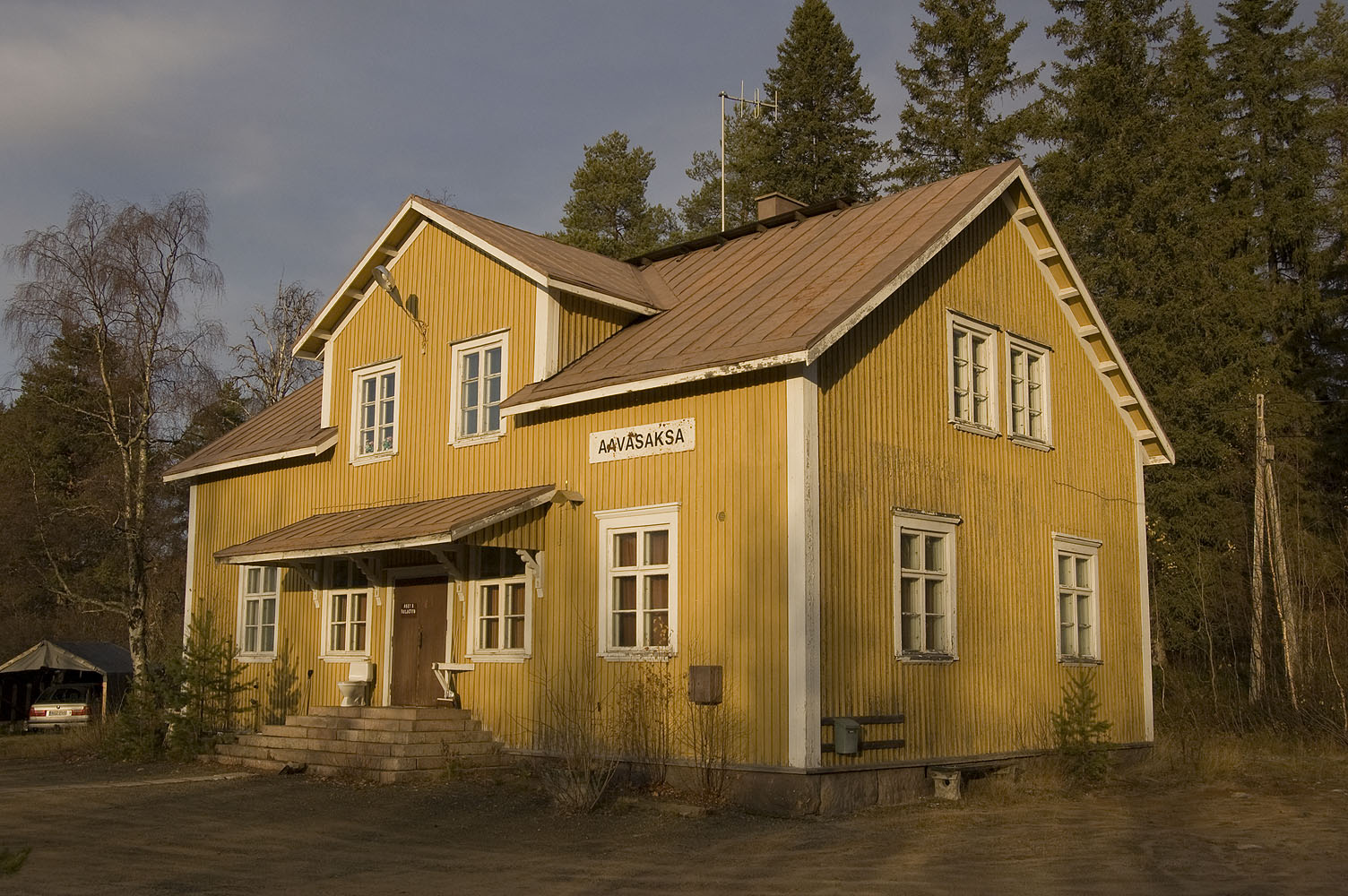
Gare d'Aavasaksa.
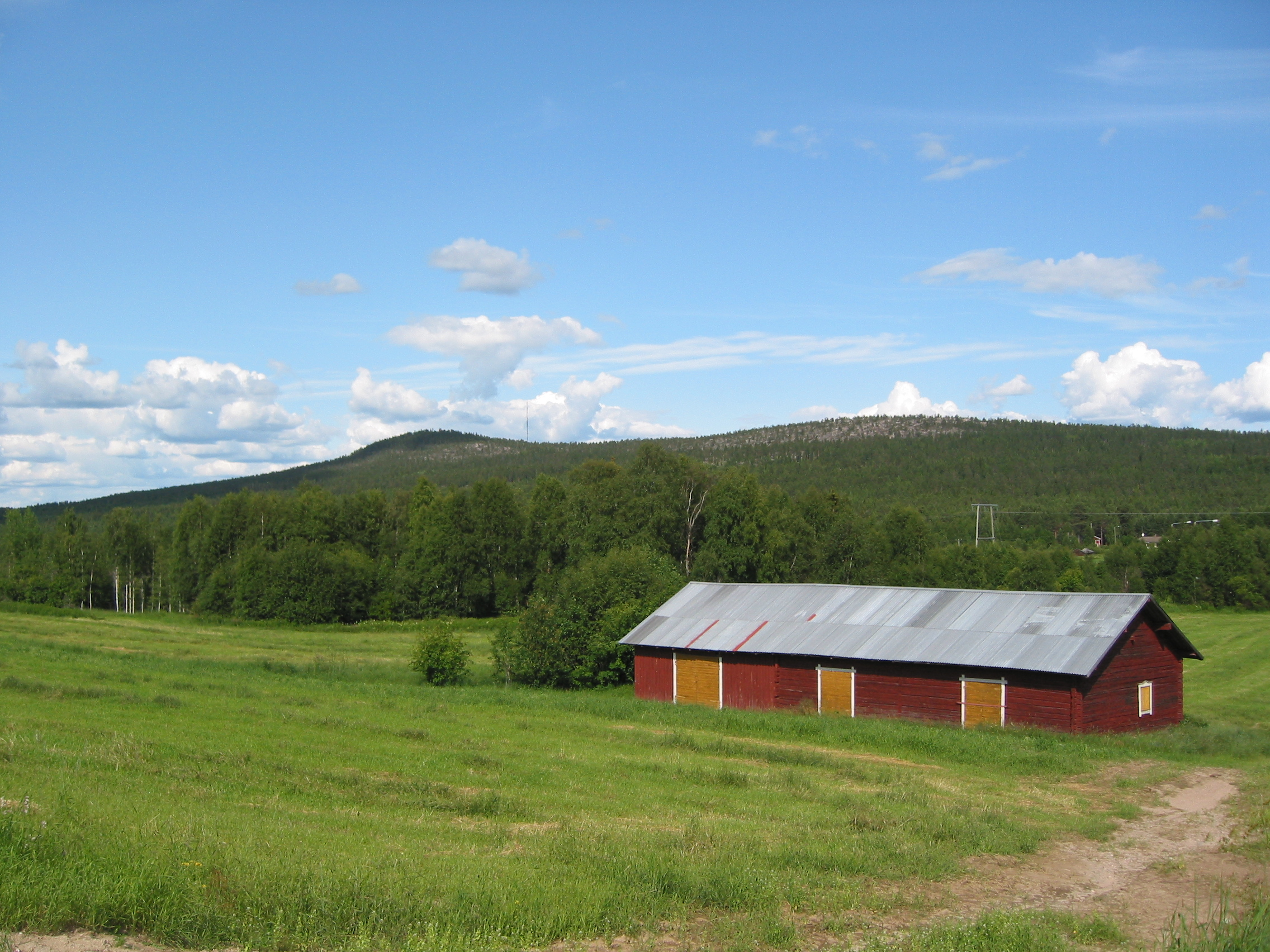
Paysage d'Aavasaksa.
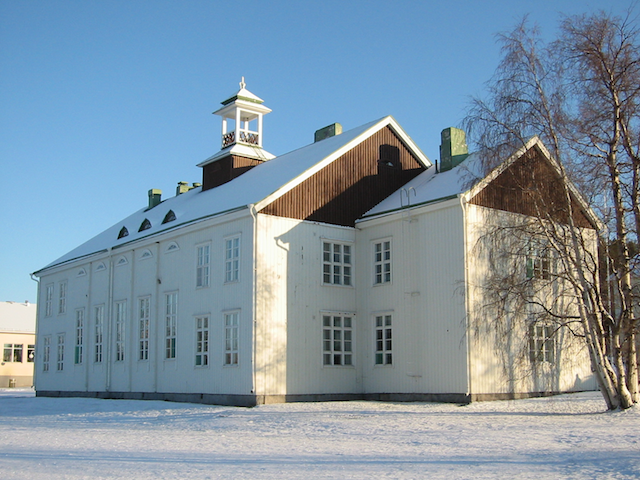
École chrétienne d'Ylitornio.
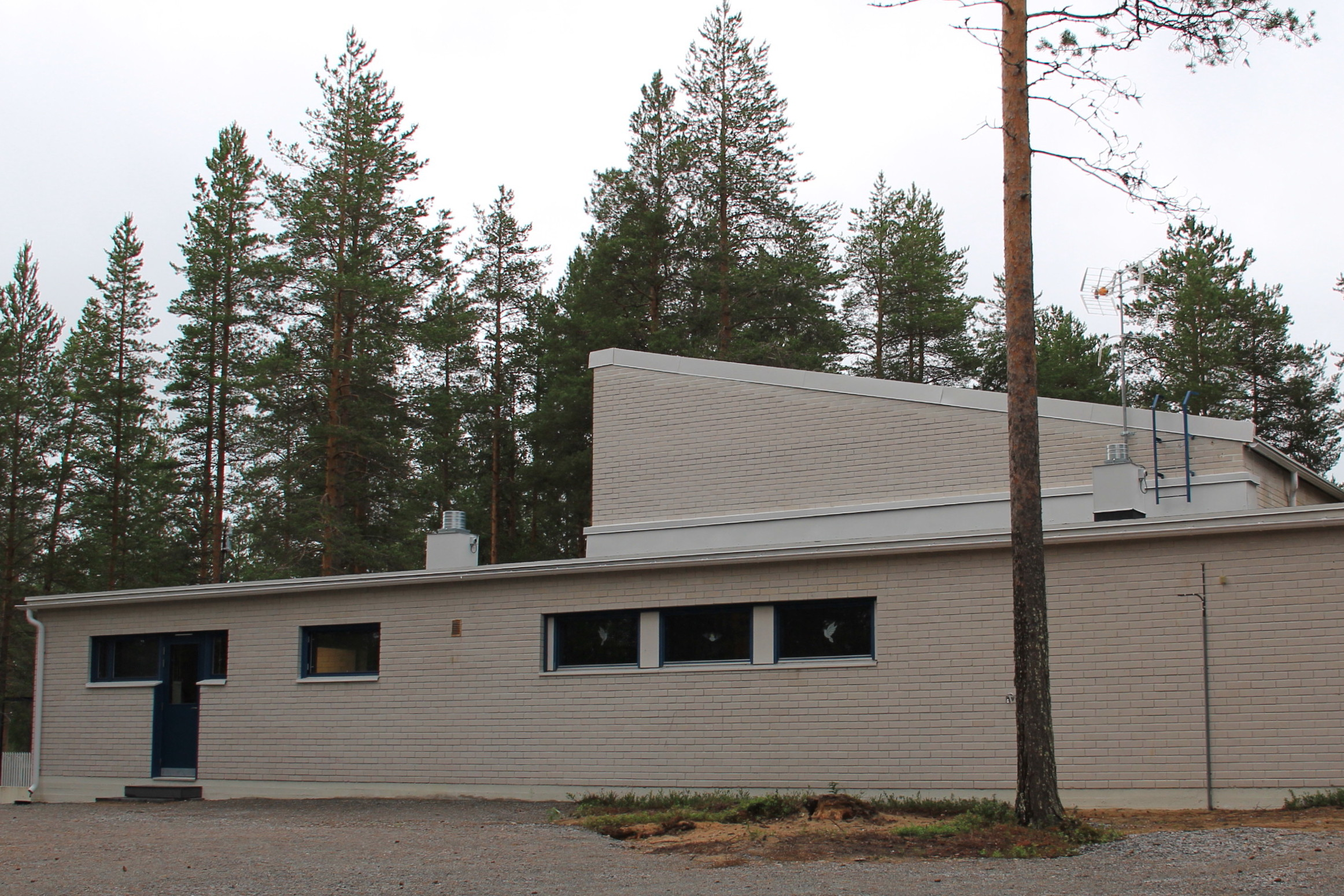
Église de Meltosjärvi.
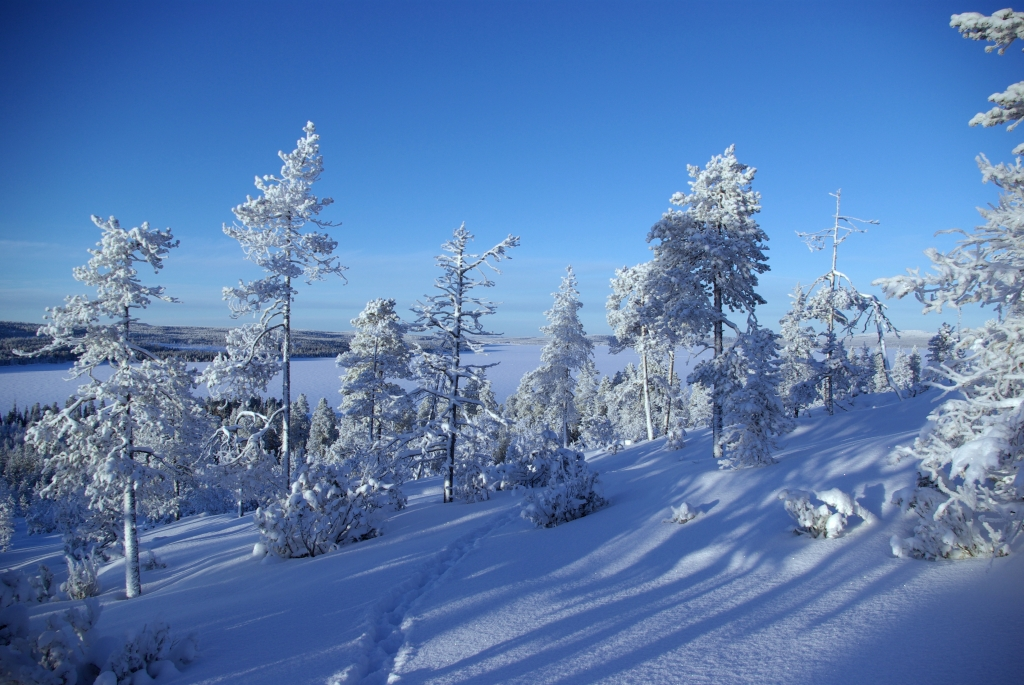
Lac Vietonen vu du mont Liinankivaara.
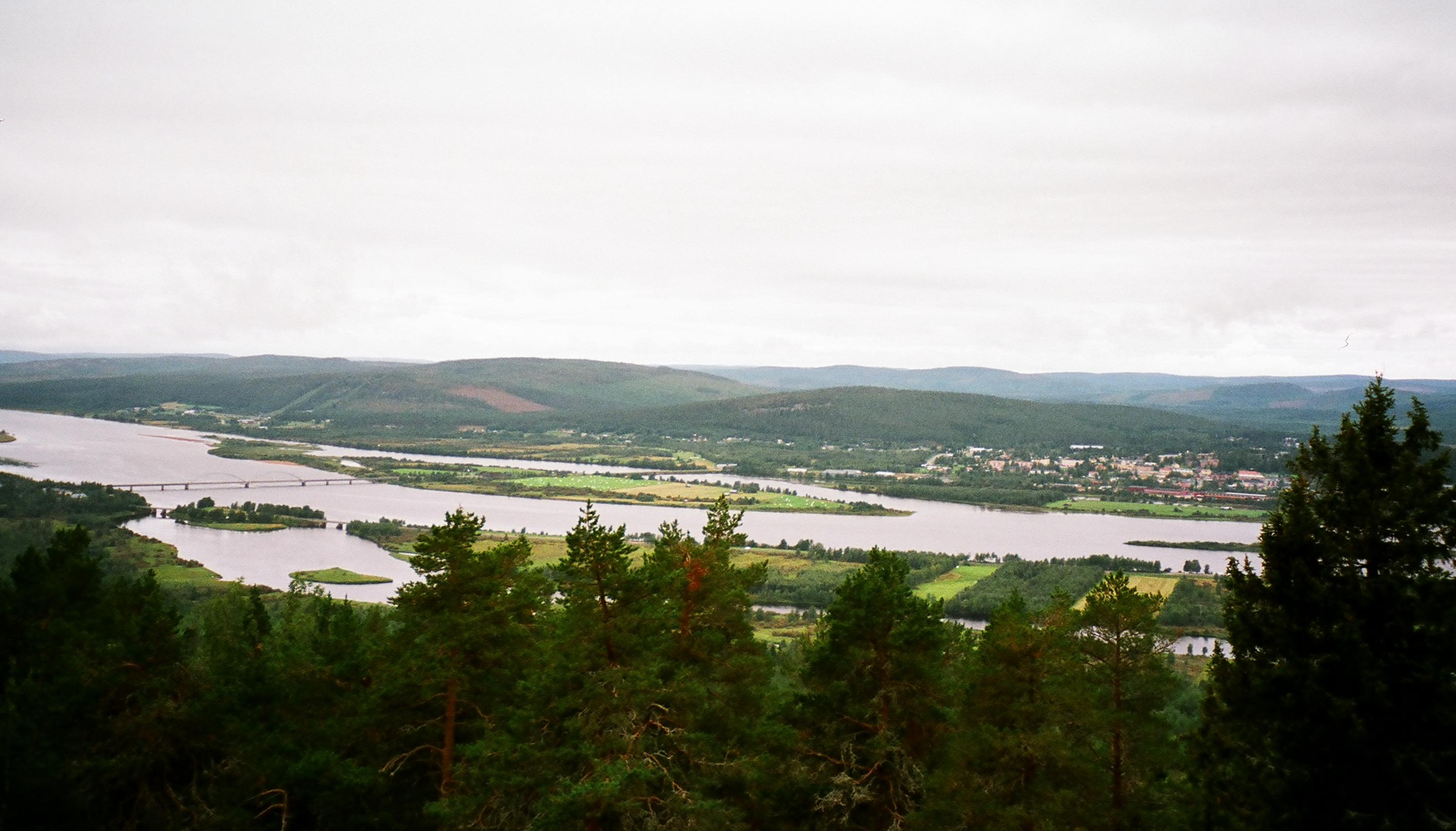
Le fleuve Tornionjoki.